# Атинагора Атински
Атинагора Атински (грч. Αθηναγορας ο Αθηναιος; 133—190) ранохришћански је писац и апологета из 2. века. Аутор је посланице из 177. године који је писао цару Марку Аурелију и његовом сину у циљу одбране хришћанства, и теолошког списа "О васкрсењу мртвих".
Рођен је у Атини где је стекао платонистичко филозофско образовање и био посвећен стављању тог знања у службу одбране хришћанства. Био је савременик Тацијана Сирског и Мелитона Сардског. Његови списи били су у служби одбране хришћанства и хришћана, углавном од оптужби паганских филозофа. Његов стил је био изузетан, пун племенитости и убедљивих аргумента, јасан и објективан. Сам смисао хришћанске доктрине у њима није довољно јасан. Његов есеј "О васкрсењу мртвих" писан је у строго филозофском духу, прожет чак неким нехришћанским идејама.
Његова најпознатија дела су:
- Апологиија "Молба за хришћане" (грч. Πρεσβεία περί χριστιανών) - написана за цара Марка Аурелија (121-180) и његовог сина Комода.
- Трактат "О васкресењу мртвих" - написан око 180. где даје филозофске доказе за необоривост васкрсења мртвих без позивања на Библију, непотребно се помажући античком филозофијом.

Атинагора први од раних хришћанских писаца карактерише абортус као убиство. 
Православна црква помиње Атинагору Атинског 24. јула по јулијанском календару.